# Štěkeň
Štěkeň är en köping i Tjeckien.   Den ligger i regionen Södra Böhmen, i den centrala delen av landet, 100 km söder om huvudstaden Prag. Štěkeň ligger 391 meter över havet och antalet invånare är 836.
Terrängen runt Štěkeň är huvudsakligen platt, men söderut är den kuperad. Štěkeň ligger nere i en dal som går i öst-västlig riktning. Runt Štěkeň är det ganska glesbefolkat, med 38 invånare per kvadratkilometer. Närmaste större samhälle är Strakonice, 7,5 km väster om Štěkeň. Trakten runt Štěkeň består till största delen av jordbruksmark.